# Ландер, Бернард
Бернард Ландер (англ. Bernard Lander, 17 июня 1915 — 8 февраля 2010, Форест-Хилс, Нью-Йорк) — американский раввин, социолог и педагог, основатель и первый президент колледжа Туро. Также известен как лидер еврейской общины и пионер еврейского общего и высшего образования.

## Биография
Ландер был одним из трёх заместителей директора Комитета мэра по единству, созданного в 1944 году бывшим мэром Нью-Йорка Фьорелло Ла Гуардия и ставшего первой городской комиссией по правам человека. Комиссия подготовила первый закон о гражданских правах для штата Нью-Йорк. Будучи рукоположенным ортодоксальным раввином, он получил докторскую степень по социологии в Колумбийском университете.
Он более двух десятилетий работал профессором социологии в Хантер-колледже и Университете Ешива, где он основал университетские аспирантуры в области образования, психологии и социальной работы, а также был деканом аспирантуры Бернарда Ревеля.
В 1971 году он основал колледж Туро и руководил его развитием в международный университет с несколькими кампусами, в кампусах которого обучается около 18 000 студентов в Нью-Йорке, Калифорнии, Флориде, Неваде, Израиле, России и Германии.

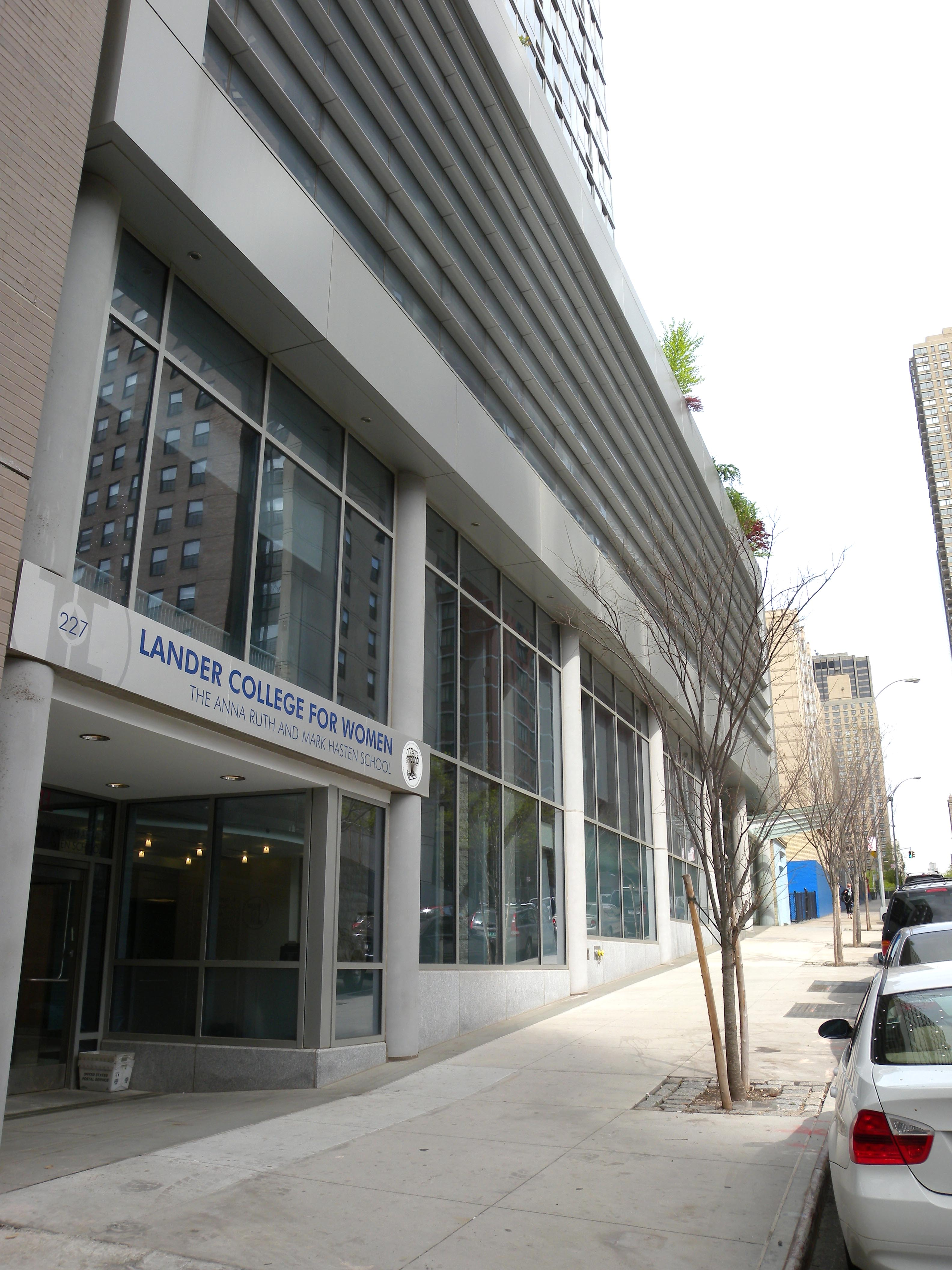
Женский колледж Ландера

Ландер работал консультантом трёх президентов США и входил в состав комиссии из семи человек, которая учредила историческую программу «Война с бедностью» в США. Он работал консультантом на конференции Белого дома по вопросам детей и молодёжи; в консультативном совете по общественной помощи, учреждённом Конгрессом; а также был членом Президентского консультативного комитета по преступности среди несовершеннолетних и молодёжной преступности при администрациях Джонсона и Кеннеди.
В течение восьми лет он работал старшим директором национального исследования проблем молодёжи в Университете Нотр-Дам в Саут-Бенде, штат Индиана. Он автор книги и многочисленных статей в области социологии. Он также работал консультантом Комиссии штата Мэриленд по борьбе с преступностью среди несовершеннолетних. Ландер был удостоен награды Совета президентов колледжей штата Нью-Йорк за его пожизненный вклад в высшее образование. Бывший раввин конгрегации Бет Джейкоб в Балтиморе и бывший президент Еврейского центра Куинс в Форест-Хиллз, Куинс (Нью-Йорк), Ландер также был почётным вице-президентом Союза ортодоксальных еврейских общин Америки.
Ландер стал получателем знакового постановления раввина Моше Файнштейна относительно ортодоксальной позиции в отношении христианско-еврейского диалога в письме 1967 года, опубликованном в журнале «Игрос Моше».
Его сын, раввин Дониэль Ландер, является рош-ешивой иешивы Ор ха-Хаим в Куинсе, Нью-Йорк.
Б. Ландер умер 8 февраля 2010 года.